# Giuseppe Conte
Giuseppe Conte (* 8. srpna 1964, Volturara Appula) je italský právník, advokát a politik. Dne 21. května 2018 byl předsedou Rady ministrů Itálie navržen na italského předsedu vlády, návrh byl předán prezidentovi Itálie Sergiovi Mattarellovi. Dne 23. května 2018 byl pozván do Kvirinálského paláce, aby získal od prezidenta Sergia Mattarelly mandát k vytvoření nového kabinetu. V tradičním prohlášení po jeho jmenování prohlásil, že bude „obhájcem práv italského lidu“. Poté, co prezident republiky odmítl jmenovat do jeho vlády na post ministra financí Paola Savonu, rezignoval. Posléze se přesto stal – jako nestraník – předsedou vlády koalice mezi Hnutím pěti hvězd vedeném Luigim Di Maio a stranou Lega (dříve Lega Nord) vedenou Matteem Salvinim.
Po roztržce mezi Hnutím pěti hvězd a Legou, která se prohloubila od července 2019, ohlásil Conte dne 20. srpna 2019 v italském Senátu svou rezignaci na post předsedy vlády a ostře kritizoval ministra Salviniho, který podle něj tuto vládní krizi vyvolal.
Po rozpadu koalice byl Conte pověřen sestavením nové vlády a došlo k dohodě mezi Hnutím pěti hvězd a Demokratickou stranou. Tyto dvě strany sestavily novou vládu a Conte se opět stal premiérem.